# Vinassan
Vinassan – miejscowość i gmina we Francji, w regionie Oksytania, w departamencie Aude. Gmina znajduje się na terenie Parku Regionalnego Narbonnaise en Méditerranée. 
Według danych na rok 1990 gminę zamieszkiwało 1427 osób, a gęstość zaludnienia wynosiła 159 osób/km² (wśród 1545 gmin Langwedocji-Roussillon Vinassan plasuje się na 260. miejscu pod względem liczby ludności, natomiast pod względem powierzchni na miejscu 806.).

## Zabytki
Zabytki w miejscowości posiadające status monument historique:
- kościół św. Marcina (Église Saint-Martin)